# Katuneț, Loveci
Katuneț (în bulgară Катунец) este un sat în comuna Ugărcin, regiunea Loveci,  Bulgaria. 

## Demografie
Componența etnică a satului Katuneț
     Turci (3,49%)
     Bulgari (61,07%)
     Romi (6,06%)
     Nicio identificare (29,37%)
La recensământul din 2011, populația satului Katuneț era de 429 locuitori. Din punct de vedere etnic, majoritatea locuitorilor (61,07%) erau bulgari, existând și minorități de romi (6,06%) și turci (3,49%). Pentru 29,37% din locuitori nu este cunoscută apartenența etnică.